# يتي

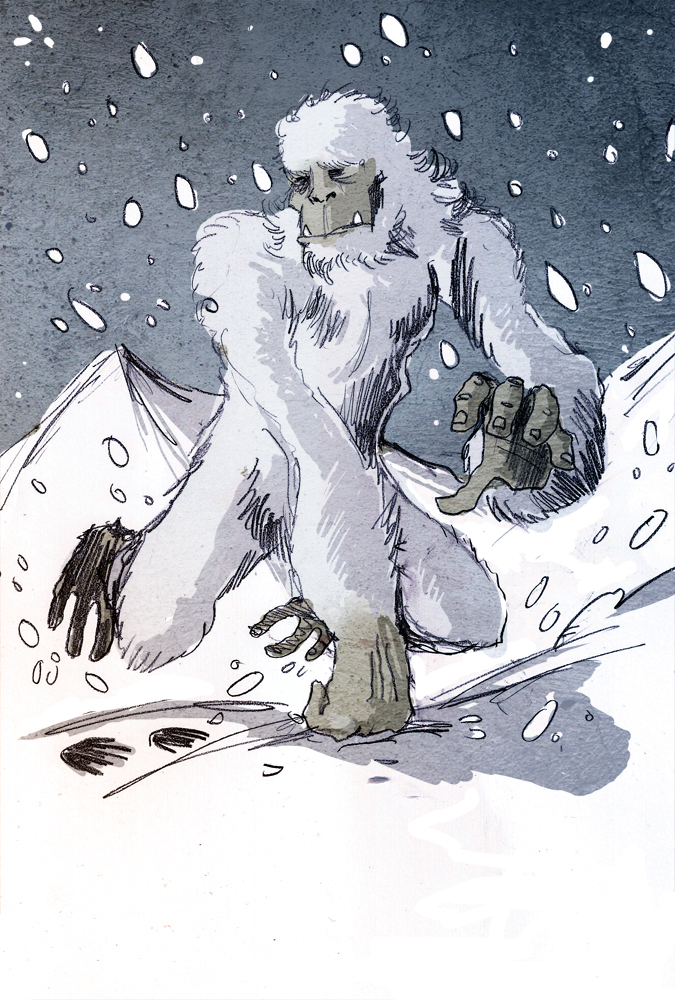
تخيل فني لليتي

يتي (بالإنجليزية: Yeti)‏ أو الإنسان الجليدي المقيت (بالإنجليزية: Abominable Snowman)‏ هو مخلوق خرافي يشاع بأنه يعيش في جبل إفرست، وجبال أخرى من سلسلة جبال الهيملايا بقارة آسيا. جاءت تقارير حول مخلوقٍ كهذا أيضًا من أطراف بعيدة بالصين، والاتحاد السوفيتي (سابقًا). واستنادًا إلى الخرافة فإن الإنسان الجليدي وحش كثيف الشعر ذو جثة هائلة تشبه جثة القرد، ووجهه أشبه بوجه الإنسان، وله ذراعان طويلتان تصلان إلى ركبتيه، ويمشي منتصبًا على قدميه الضخمتين. تقول الخرافة: إن الإنسان الجليدي يهبط أحيانًا من الجبال كي يشنَّ غارات على القرويين.
ليس هناك دليل قاطع على وجود اليتي. وقد أفادت القبائل المحلية أنها شاهدته، لكن لا يمكن الوثوق بقصصهم. دوّن بعض الرحّالة الغربيين منذ الثمانينيات من القرن التاسع عشر مشاهداتهم لبعض الآثار، كما أن بعض المكتشفين أفادوا أنهم شاهدوا آثار أقدام ضخمة في الجليد لمخلوق مجهول. قام المستكشف البريطاني إريك شيبتون عام 1951م بالتقاط صور لآثار إنسان جليدي قرب جبل إيفرست. أخذت بعض البعثات تبحث عن هذا المخلوق منذ تلك الفترة. لم يلق المكتشفون القبض على الإنسان الجليدي أو يشاهدوا أيَّ شيء يمكن الاستدلال به عليه. وقد أوضح علماء بعض البعثات الكشفية أنّ الآثار ربما تكون لدببة أو لأيِّ حيوانات أخرى.كما أنهم وجدوا أن الشمس غالبًا ما تقوم بعمل مثل هذه الآثار في الجليد عندما تذوب فتصبح آثارًا هائلة.
يرجع الفضل في انتشار هذا الاسم «رجل الثلج المخيف» كمقابل لاسم «اليتي» لحملة شيبتون الاستكشافية إلى قمة إفرست في عام 1951.

## تسميات شائعة في مناطق أخرى
يعرف اليتي في الثقافة الشعبية الروسية باسم شوشونا، وهو كائن يقال إنه يسكن في سيبيريا، ويوصف بأن له جسد مغطى بالشعر الداكن، ويتراوح طوله من ستة إلى سبعة أقدام. تصف الروايات المحلية لقبائل ياكوت وتونجوسكا البدوية اليتي بأن له مظهر إنسان قوي البنية يشبه إنسان النياندرثال، ومغطى بالجلود، ويتميز بوجود رقعة بيضاء من الفراء على ساعديه، ويقال أنه يأكل اللحم البشري من حين لآخر على عكس الماستيس أبناء عمومته المقربين. كما أفاد بعض الشهود أنهم رأوا له ذيلًا.
يوجد الكثير من الروايات في الثقافات الشعبية عن كائنات ضخمة تتشابه في الوصف مع اليتي، وتمشي على قدمين ونادرًا ما ترى في جميع أنحاء العالم، منها ما يعرف باسم الـ«بيج فوت»، و«رجل الجليد المخيف».

### رجل الجليد المخيف
صيغت تسمية رجل الجليد المخيف في عام 1921، حين قاد المستكشف البريطاني الكولونيل تشارلز هوارد بوري حملته الاستكشافية لجبل إيفرست والتي سجلها في كتابه بعنوان «استكشاف جبل إفرست». يحكي هوارد بوري في كتابه أنه أثناء رحتلهم في جبل لاكبا شمال شرقي جبل إفرست في منطقة التبت، وعلى ارتفاع 21000 قدم (6400 م) وجدوا آثار أقدام اعتقدوا أنها ناجمة عن أقدام ذئب رمادي ضخم انحدر من الثلوج، وقد شكلت قدماه مسارات مزدوجة في الثلج الناعم، أي أنها تدل على مخلوق يمشي على قدمين. وأشار مرشدي الحملة من قبائل الشيربا على الفور إلى أن أثار الأقدام قد تدل على مسار رجل الجليد الوحشي الذي يطلق عليه المحليين اسم ميتوه كانغ مي. تشير كلمة «ميتوه» بلغة أهل التبت إلى مصطلح «الرجل الدب»، بينما تشير «كانغ مي» إلى مصطلح «رجل الجليد».

بدأ استخدام مصطلح «رجل الجليد المخيف» عندما أجرى هنري نيومان مراسل صحيفة ذا ستيتسمان البريطانية في كلكتا مقابلات مع الحمالين الذين شاركوا في رحلة استكشاف جبل إفرست عند عودتهم إلى دارجيلنغ، وقد أخطأ نيومان في ترجمة كلمة «ميتوه» على أنها تعني «قذر» مستبدلاً إياها فيما بعد بالوصف «مخيف»، ثم قال نيومان بعد فترة طويلة عن تلك المقابلات في رسالة له إلى صحيفة التايمز: 
«بدت القصة بأكملها وكأنها عمل إبداعي مبهج أرسلته إلى جريدة أو جريدتين».

## التاريخ

### ما قبل القرن التاسع عشر
كان اليتي جزءًا من معتقدات العديد من شعوب الهيمالايا في آسيا قبل اعتناقهم للديانة البوذية، إذ كانت قبائل الليبتشا تعبد كائنًا يسكن الجليد اعتبروه إله الصيد، وقد صوروا هذا الكائن كمخلوق شبيه بالقردة يحمل حجرًا كبيرًا كسلاح، ويصدر صوت صفير. كما أن أتباع ديانة بون كانوا يعتقدون أن دماء «مي رجود» أو «الإنسان البري» كانت قد استخدمت من قبل في بعض الاحتفالات والطقوس الدينية.

### في القرن التاسع عشر
نشرت مجلة جيمس برينسيب لجمعية البنغال الآسيوية في عام 1832 تقريرًا حكى فيه الرحالة بي إتش هودجسون عن تجاربه في شمال نيبال، وذكر أن المرشدون المحليون كانوا قد اكتشفوا مخلوقًا طويلًا يمشي على قدمين، وجسده مغطى بشعر طويل داكن، بدا وكأنه يفر هلعًا، واستنتج هودجسون أن هذا الكائن لم يكن سوى إنسان الغاب.

سجلت أولى آثار الأقدام التي تشير لهذا الكائن في عام 1899 في كتاب المستكشف الإسكتلندي لورانس واديل بعنوان "بين جبال الهيمالايا". حيث ذكر واديل أن دليله وصف مخلوقًا ضخم يشبه القردة تركت أقدامه بصماتها على الجليد، والتي اعتقد واديل أنها آثار أقدام دب. سمع وادل روايات كثيرة عن مخلوقات شبيهة بالقردة وتمشي على قدمين، لكنه كتب:
"لا أحد من التبتيين الكثيرين الذين سألتهم بشأن هذا الموضوع استطاع أن يقدم لي دليلًا يشير إلى أي حالة ظهور حقيقية لهذا الكائن. كانت القصة تنتهي دائمًا إلى أن الراوي قد سمع بدوره عن هذا الشيء من شخص ما.

### في القرن العشرين

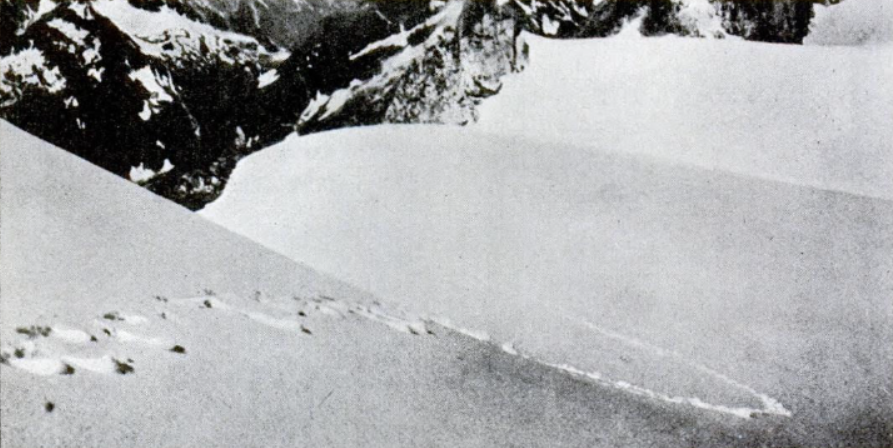
صورة آثار أقدام اليتي المزعومة التي اكتشفها فرانك سميث في عام 1937، ونشرت في مجلة بوبيولار ساينس عام 1952.

راحت التقارير التي تدور حول موضوع اليتي تتزايد خلال أوائل القرن العشرين عندما بدأ الغربيون في القيام بمحاولات جادة لتسلق العديد من الجبال في منطقة الهيمالايا، والتي أفادت أحيانًا برؤية مخلوقات غريبة، أو مسارات غريبة على الجليد.

كتب المصور وعضو الجمعية الجغرافية الملكية ن. أ. تومبازي في عام 1925 أنه رأى مخلوقًا على ارتفاع حوالي 15000 قدم (4600 متر) بالقرب من نهر زيمو الجليدي. وفيما بعد كتب تومبازي أنه لحظ المخلوق من على بعد حوالي 200 إلى 300 ياردة (180 إلى 270 م)، لمدة دقيقة تقريبًا، يقول تومبازي:
كان الشكل الخارجي لهذا المخلوق بلا شك يشبه تمامًا إنسانًا يمشي على قدمين في وضع منتصب، ويتوقف أحيانًا لسحب بعض شجيرات الورد القزمية. ظهر جسده ككتلة مظلمة بين الجليد، ولكنها لم تكن ترتدي أية ثياب بقدر ما استطعت التمييز.

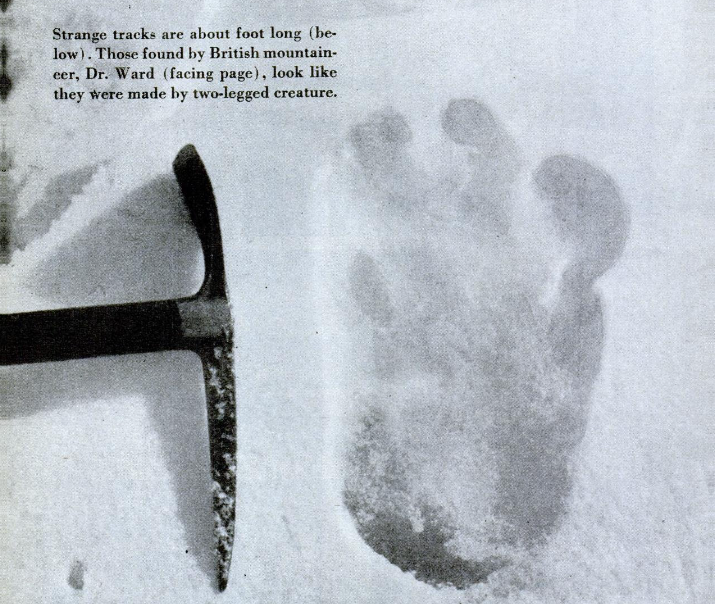
آثار أقدام اليتي المزعومة التي عثر عليها مايكل وارد وصورها إريك شيبتون أثناء بعثة إدموند هيلاري الاستكشافية في نيبال عام 1951.

وبعد حوالي ساعتين، نزل تومبازي ورفاقه من الجبل ورأوا آثار المخلوق الموصوفة بأنها "تشبه في الشكل ’قار أقدام بشرية، إلا أن طول القدم كان يتراوح من ست إلى سبع بوصات، وعرضها حوالي أربع بوصات.
بلغ اهتمام الغربيين باليتي ذروته بشكل كبير خلال حقبة الخمسينيات من القرن العشرين. التقط إريك شيبتون في أثناء محاولته لتسلق جبل إيفرست في عام 1951 صورًا لعدد من آثار الأقدام الكبيرة المطبوعة على الجليد على ارتفاع حوالي 6000 متر (20000 قدم) فوق مستوى سطح البحر. خضعت هذه الصور فيما بعد لتدقيق ومناقشة مكثفين زعم البعض خلالها أنها أفضل دليل على وجود اليتي، بينما أكد آخرون أن تلك الآثار تنتمي لمخلوق معروف إلا أن ذوبان الجليد قد شوهها فقط.
أفاد بيتر بيرن أنه عثر على أثر قدم لليتي في عام 1948 في شمال سيكيم في الهند بالقرب من نهر زيمو الجليدي حين كان في عطلة من مهمة للقوات الجوية الملكية في الهند.

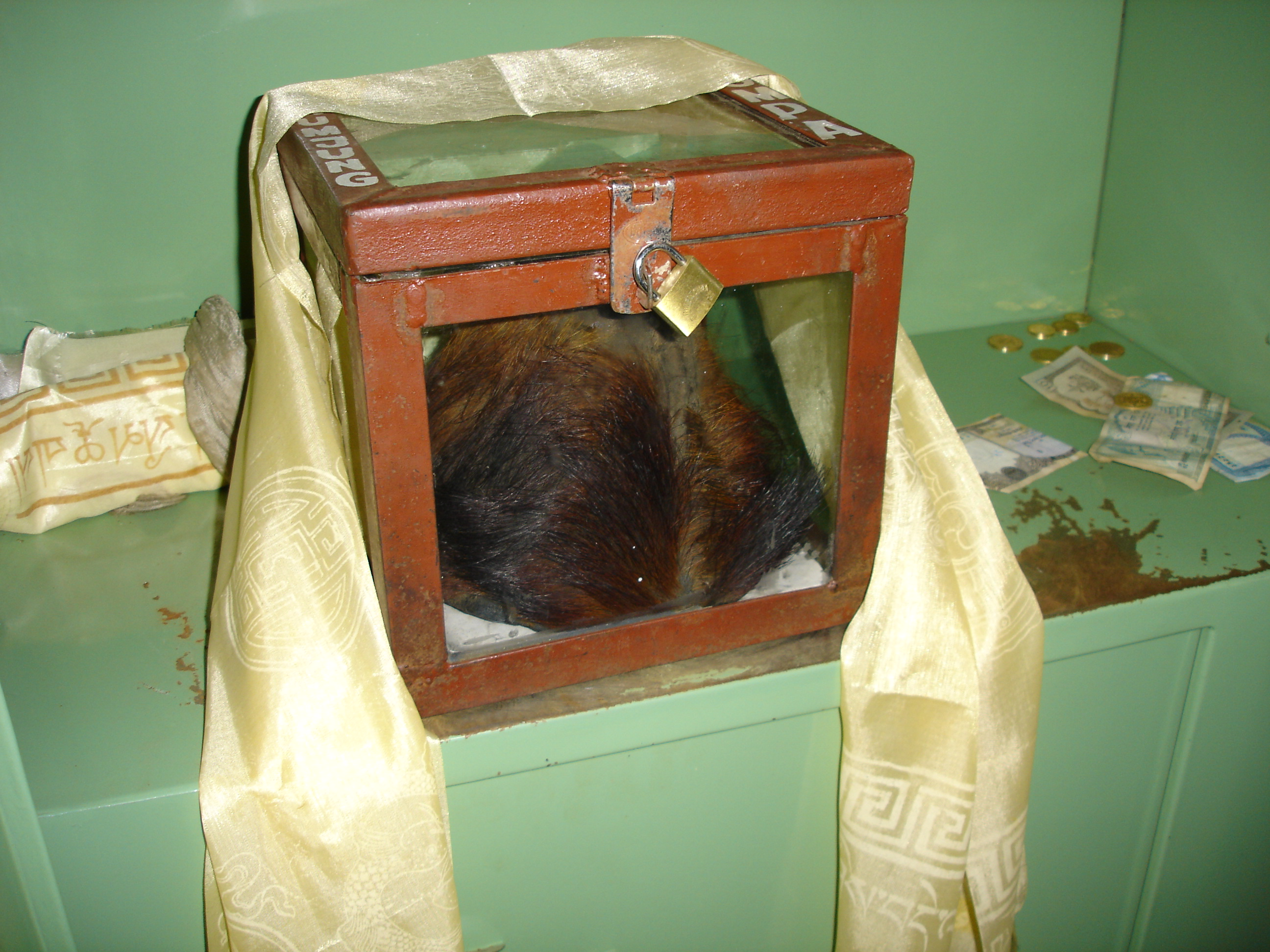
فروة رأس اليتي المزعومة في دير كومجونج

في عام 1953 أبلغ كل من المستكشف النيوزيلندي السير إدموند هيلاري، ومتسلق الجبال النيبالي تينزينج نورجاي عن رؤيتهم لآثار أقدام ضخمة أثناء تسلق جبل إيفرست. استبعد هيلاري فيما بعد علاقة تلك الأقدام باليتي واعتبر هذه الرواية غير موثوقة، بينما قال تينزينج في سيرته الذاتية الأولى إنه يعتقد أن اليتي كان محض قرد كبير الحجم، وعلى الرغم من أنه لم يره بنفسه، إلا أن والده كان قد رآه مرتين، ولكن في سيرته الذاتية الثانية قال إنه أصبح أكثر تشككًا في وجوده.
وفي أثناء بعثة مجلة الديلي ميل البريطانية للبحث عن رجل الجليد عام 1954، قام متسلق الجبال جون أنجيلو جاكسون بأول رحلة من جبل إيفرست إلى كانشينجونجا، وصور خلالها لوحات رمزية لليتي في تينجبوتشي جومبا. كذلك قام جاكسون بتتبع وتصوير العديد من آثار الأقدام على الجليد، والتي كان يمكن التعرف على معظمها، كما كان هناك العديد من آثار الأقدام كبيرة الحجم التي لم يتم التعرف عليها. فسر التمدد الغريب في شكل البصمات والمسافات الكبيرة بين الأصابع وقتها بكونها ناجمة عن التآكل، والتوسع اللاحق للبصمة الأصلية بفعل الرياح والجسيمات.
وفي مقال نشرته صحيفة ديلي ميل البريطانية في 19 مارس 1954 وصفت فرق الاستكشاف عملية الحصول على عينات شعر مما يُزعم أنه فروة رأس اليتي وجدت في دير بانجبوتشي. كان لون الشعر يتدرج من الأسود إلى البني الغامق في الضوء الخافت، بينما يبدو بلون فراء الثعلب الأحمر في ضوء الشمس. قام البروفيسور فريدريك وود جونز خبير التشريح البشري والتشريح المقارن بتحليل الشعر، حيث تم تبييض الشعر، وتقطيعه إلى أقسام، وتحليله مجهريًا. كما اشتمل البحث على التقاط صور مجهرية للشعر، ومقارنتها بشعر حيوانات معروفة مثل الدببة، وإنسان الغاب، وفي النهاية توصل البروفيسور جونز إلى أن الشعر لم يكن مأخوذًا في الواقع من فروة الرأس، ففي حين أن بعض الحيوانات لديها سلسلة من الشعر تمتد من قمة الرأس، وحتى الظهر، بينما لا توجد في فروة رأس أي حيوان (كما هو الحال في فروة رأس بانجبوتشي) سلسلة من الشعر تمتد من قاعدة الجبهة مرورًا بقمة الرأس وتنتهي عند مؤخرة العنق. لم يكن جونز قادرًا على تحديد الحيوان الذي أُخذ منه شعر بانجبوتشي بالضبط، إلا أنه كان مقتنعًا بأن الشعر لم يكن لدب، أو إنسان غاب، وأشار إلى أن الشعر كان مأخوذًا من كتف حيوان ذو حوافر وشعر خشن.
زعم الضابط البولندي سوافومير رافيتش في كتابه «الرحلة الطويلة» الذي نُشر في عام 1956 أنه بينما كان يعبر مع رفاقه جبال الهيمالايا في شتاء عام 1940، اعترض طريقهم لساعات اثنين من الحيوانات التي تسير على قدمين، والتي لم تكن تفعل شيئًا سوى الخوض في الثلوج.
وبدءًا من عام 1957 قام المغامر والثري الأمريكي توم سليك بتمويل عدد قليل من البعثات للتحقيق في تقارير اليتي، في عام 1959 جمعت إحدى بعثات سليك براز اليتي المفترض. وعند تحليل البراز عثر على طفيلي لا يمكن تصنيفه. اعتقدت حكومة الولايات المتحدة أن العثور على اليتي كان على الأرجح كافيًا لإرساء ثلاثة مبادئ يتوجب على البعثات الأمريكية الالتزام بها عندما تذهب للبحث عن اليتي، وهي: الحصول على تصريح من الحكومة النيبالية، وألا تؤذي اليتي إلا في حال الدفاع عن النفس، والسماح للحكومة النيبالية بالموافقة على أي تقارير إخبارية تنشر عن اكتشاف الحيوان.
في عام 1959 أفادت تقارير أن الممثل جيمس ستيوارت قام أثناء زيارته للهند بتهريب ما يسمى بـ«يد بانجبوتشي» عن طريق إخفائها في حقائبه عندما كان على متن الطائرة عائدًا من الهند إلى لندن.
في عام 1960 قام المستكشف ومتسلق الجبال النيوزيلندي السير إدموند هيلاري برحلة استكشافية إلى جبال الهيمالايا، تهدف إلى جمع وتحليل الأدلة المادية التي تثبت وجود اليتي. استعار هيلاري بمساعدة حاكم القرية وخومجو تشومبي فروة رأس يتي مفترضة من دير كومجونج وأرسلها إلى لندن حيث اقتطعت منها عينة صغيرة للاختبار. أجري فحصًا تفصيليًا لعينة من الجلد والشعر المأخوذين من فروة رأس اليتي المزعومة وقورنت بعينات مماثلة من حيوان السيرو، والدب الأزرق، والدب الأسود. وخلص الفحص في النهاية إلى أن العينة "ربما تكون مأخوذة من جلد حيوان يشبه حيوان السيرو إلى حد كبير، لكنها بالتأكيد ليست متطابقة معها، وقد تكون صنفًا محليًا أو عرقًا من نفس النوع، أو نوع مختلف ولكنه وثيق الصلة بحيوان السيرو.
كان الاعتقاد في وجود اليتي شائعًا نسبيًا في بوتان حتى ستينيات القرن العشرين، وفي عام 1966 صدر أول طابع بريد بوتاني لتكريم هذا المخلوق، إلا أن انتشار هذا الاعتقاد ما لبس أن تراجع في القرن الحادي والعشرين.
ادعى متسلق الجبال البريطاني دون ويلانز في عام 1970 أنه شاهد عندما كان يتسلق جبل أنابورنا في نيبال مخلوقًا ضخمًا إلا أنه رآه ذات مرة يتحرك على أربع.
في عام 1983 قاد كل من دانييل سي تيلور أحد دعاة الحفاظ على البيئة في جبال الهيمالايا، وروبرت إل فليمينغ جونيور مؤرخ الطبيعة في جبال الهيمالايا رحلة استكشافية إلى وادي بارون في نيبال للبحث عن اليتي، كان هذا بعد اكتشاف كرونين وماكنيلي لآثار أقدام في بارون في عام 1972. اكتشفت بعثة تايلور فليمينغ خلال هذه الرحلة أيضًا آثار أقدام شبيهة باليتي لوحظ أنها لمخلوق يمشي على قدمين، وتحتوي كل قدم على إبهام كما في القدم البشرية، كما عثر على أعشاش كبيرة مثيرة للاهتمام في الأشجار، وأفادت تروايات القرويين المحليين عن وجود اثنين من أنواع الدببة في المنطقة، أحدهما كانوا يعرفوه باسم روخ بهالو (أو دب الأشجار) وهو دب صغير الحجم يزن حوالي 150 رطلاً (70 كجم) ويعيش منعزلًا، والآخر هو بهوي بهالو (الدب الأرضي) ويصل وزنه إلى 400 رطل (180 كجم) وهو عدواني. وقدمت مقابلات أخرى في جميع أنحاء نيبال أدلة على الاعتقاد المحلي في وجود اثنين من أنواع الدببة المختلفة. وحين جمعت جماجم هذين النوعين وقورنت بالجماجم المعروفة في كل من مؤسسة سميثسونيان، والمتحف الأمريكي للتاريخ الطبيعي، والمتحف البريطاني، أكد الفحص وجود نوع واحد من الدببة وهو الدب الأسود الآسيوي الذي لا يختلف في مظهره عن دب الأشجار، والدب الأرضي، على الرغم من وجود جمجمة مثيرة للاهتمام في المتحف البريطاني لدب أشجار كان قد عثر عليها المستكشف البريطاني أولدهام في عام 1869 ونوقشت في دوريات الجمعية الملكية لعلم الحيوان.

### في القرن الحادي والعشرين
ذكر هنري جي محرر مجلة نيتشر العلمية في عام 2004 اليتي كمثال على المعتقدات الشعبية التي تستحق أن تحظى بمزيد من البحث والدراسة، حيث كتب:
«إن اكتشاف أن إنسان فلوريس كان لا يزال موجودًا على الأرض حتى وقت قريب جدًا من الناحية الجيولوجية لأمر يرجح أن القصص الشائعة في الثقافات الشعبية حول مخلوقات أسطورية أخرى شبيهة بالإنسان مثل اليتي ربما كانت مبنية في الأساس على شيء من الحقيقة.»
كشف غوشوا غيتس مقدم البرنامج التلفزيوني الأمريكي ديستنييشن تروث وفريق برنامجه في في أوائل ديسمبر عام 2007 عن العثور على مجموعة من آثار الأقدام في منطقة إفرست في نيبال لمخلوق تشبه أوصافه اليتي، حيث يبلغ طول كل واحدة من قدميه 33 سم (13 بوصة) وتحتوي على خمسة أصابع يبلغ إجمالي عرضها 25 سم (9.8 بوصة). وحين فحص جيفري ميلدروم من جامعة ولاية أيداهو أثار الأقدام؛ واعتقد في البداية أنها أثار دقيقة من ناحية الشكل فلا يمكن أن تكون مزيفة، أو من صنع الإنسان، قبل أن يغير رأيه بعد إجراء مزيد من الفحوص. قدم غيتس في وقت لاحق من عام 2009 في برنامج تلفزيوني آخر عينات من شعر هذا المخلوق وبعد تحليلها جينيًّا محلل توصل المحللون إلى أن الشعر يحتوي على تسلسل حامض نووي غير معروف.
ذكرت هيئة الإذاعة البريطانية في 25 يوليو 2008 أن عينات الشعر التي جمعها المستكشف ديبو ماراك من منطقة جارو هيلز النائية شمال شرقي الهند لم تتوصل عالمة الرئيسيات آنا نيكاريس بعد أن فحصتها مع خبير الفحص المجهري جون ويلز في جامعة أكسفورد بروكس في المملكة المتحدة إلى نتائج حاسمة، كما صرح خبير حماية القرود إيان ريدموند لبي بي سي إن هناك تشابهًا بين نمط بشرة هذه الشعيرات وبين العينات التي جمعها إدموند هيلاري خلال رحلات الهيمالايا في الخمسينيات من القرن العشرين. كشف تحليل الحامض النووي لهذه الشعيرات فيما بعد أنها كانت تنتمي لغوريللا الهيمالايا، وحفظت في النهاية في متحف جامعة أكسفورد للتاريخ الطبيعي.
اقترح مجموعة من العلماء والمستكشفين الصينيين في عام 2010 تجديد عمليات البحث في منطقة غابات شينونغجيا في مقاطعة هوبي التي كانت موقعًا للبعثات الاستكشافية للبحث عن اليتي في حقبتي السبعينيات والثمانينيات من القرن العشرين.
وفي مؤتمر عام 2011 في روسيا أعلن العلماء المشاركون بتلك البعثات أن لديهم من الأدلة ما يؤكد بنسبة 95٪ وجود اليتي. طعن في هذا الادعاء فيما بعد حين زعم عالم الأنثروبولوجيا وعالم التشريح الأمريكي جيفري ميلدروم الذي كان أحد المشاركين في البعثة الروسية أن تلك الأدلة التي عثر عليها لم تكن سوى مجرد محاولة من قبل المسؤولين المحليين لحشد الدعايات الإعلامية.
أفادت بعض الأنباء أنه قد تم اصطياد يتي في روسيا في ديسمبر 2011. في البداية، زعمت القصة أن صيادًا قال أنه رأى مخلوقًا يشبه الدب يحاول قتل أحد أغنامه، ولكنه ركض واختفى في غابة شجرية بعد أن أطلق الصياد النار عليه. ادعت القصة بعد ذلك أن جنود دورية الحدود كانوا قد أسروا مخلوقًا أنثى مشعر يمشي على قدمين ويشبه الغوريلا آكلة اللحوم والنباتات، ليكتشف فيما بعد أنها كانت محض خدعة أو حيلة دعائية لجذب الانتباه لبعض الأعمال الخيرية.
زعم فريق إحدى بعثات تسلق الجبال بالجيش الهندي في أبريل من عام 2019 أنه رصد آثار أقدام غامضة لنوع من المخلوقات الشبيهة باليتي تبلغ قياسات أبعادها 81 × 38 سم (32 × 15 بوصة) بالقرب من معسكر قاعدة ماكالو.

### التفسيرات المحتملة
فسر البعض الكثير من مشاهدات مخلوقات اليتي الغامضة إلى الخطأ في التعرف على بعض الحيوانات البرية في جبال الهيمالايا مثل قرد اللانغور الذي يعيش على ارتفاعات منخفضة، والدب الأزرق التبتي، أو الدب البني الذي ينتشر في جبال الهيمالايا، أو دب الهيمالايا الأحمر.
فعلى سبيل المثال؛ كانت إحدى البعثات الاستكشافية الشهيرة إلى بوتان قد أعلنت في البداية عن حصولها على عينة شعر لا يمكن مطابقتها مع شعر أي حيوان معروف، وبعد تحليل الحمض النووي لتلك العينة، وجد أن تلك العينات كانت لحيوان الدب البني، أو لدب أسود آسيوي.
في عام 1986 ادعى راينهولد ميسنر متسلق الجبال في جنوب تيرول في سيرته الذاتية التي حملت عنوان «بحثي عن اليتي» أن اليتي هو في الواقع الدب البني الذي يعيش في جبال الهيمالايا والمهدد بالانقراض، أو الدب الأزرق التبتي، والذي يمكن أن يمشي في وضع منتصب أو على أربع.
دفعت اكتشافات وادي بارون في عام 1983 إلى ثلاث سنوات من الأبحاث المتعلقة بدب الأشجار قام بها كل من: تايلور، وفليمينغ، وجون كريغيد، وتيرثا شريسثا. واستنتجوا من تلك الأبحاث في النهاية أن الدب الآسيوي الأسود عندما يبلغ من العمر نحو عامين، فإنه يقضي وقتًا طويلاً معلقًا في الأشجار لتجنب هجوم ذكور الدببة الأرضية الأكبر في الحجم، وخلال فترة الأشجار هذه التي قد تستمر لمدة عامين، تقوم الدببة الصغيرة بتدريب نفسها ومد مخالبها الداخلية إلى الخارج مما يسمح بتكوين قبضة معاكسة، أي أن المخلب الخلفي يكون فوق المخلب الأمامي الذي يبدو شبيهًا في هذه الحالة بإبهام القدم خاصةً عندما يتجه الدب صعودًا قليلاً، لذا فإن أثار المخالب الخلفية تمتد إلى الخلف مما يشكل مسارًا على الثلج يشبه مسار قدمي الإنسان، فتبدو مشية الحيوان ذي الأربعة أقدام شبيهة بإنسان يمشي على قدمين، ومن هنا اتخذت قصص اليتي شكلًا قابلًا للتصديق على حد تعبير بيل غاريت محرر مجلة ناشيونال جيوغرافيك.
أدت هذه الأبحاث إلى إنشاء منتزه ماكالو بارون الوطني على مساحة أكثر من نصف مليون فدان في عام 1991 في وادي بارون في نيبال، كما أنشئت محمية جومولانغما الطبيعية الوطنية في منطقة التبت ذاتية الحكم على مساحة أكثر من ستة ملايين من الأفدنة بهدف حماية دببة الأشجار. وعلى حد تعبير روبرت هـ. بيتس الرئيس الفخري لنادي جبال الألب الأمريكي فإن اكتشاف نمط حياة هذا الحيوان هذا على ما يبدو قد حل لغز اليتي، أو على الأقل جزء منه، وبذلك أضاف إلى محميات الحياة البرية العظيمة في العالم محمية بحجم دولة سويسرا وتحوي بداخلها الكثير من الأساطير التي ارتبطت بهذا المخلوق.

في عام 2003 نشر الباحث الياباني ومتسلق الجبال الدكتور ماكوتو نيبوكا نتائج دراسته اللغوية التي استمرت حوالي اثني عشر عامًا مفترضًا أن كلمة «يتي» هي تحريف لكلمة «ميتي»، وهي مصطلح يساوي في اللهجة الإقليمية كلمة «دب». يدعي نيبوكا أن التبتيين الأصليين يهابون الدب ويعبدونه ككائن خارق للطبيعة. تعرضت مزاعم نيبوكا للنقد فورًا، حيث قال عنها الدكتور راج كومار باندي الذي أجرى بحثًا عن اللغات التيتيّة:
«لا يكفي تفسير حكايات الوحش الغامض في جبال الهيمالايا فقط بتلك الكلمات التي تتناغم لكنها تعني أشياءًا مختلفة.»
يتكهن البعض أن هذه المخلوقات التي إبلغ عنها قد تكون عينات من القرد العملاق المنقرض جيغانتوبيثكس. إلا أن اليتي يوصف في أغلب الروايات بأنه كائن يمشي على قدمين، بينما يعتقد معظم العلماء أن القرد العملاق المنقرض جيغانتوبيثكس كان يمشي على أرجله الأربع، وكان ضخمًا جدًا فإن لم يكن قد تطور على وجه التحديد إلى سلالة تمشي على قدمين (مثل قرد الأوريوبيثيكس، وقرد الهومينيدس) فإن المشي منتصبًا سيكون أكثر صعوبة بالنسبة له.
في عام 2013 دعا علماء من جامعتي أكسفورد، ولوزان أولئك الأشخاص الذين يزعمون أن لديهم عينات من هذه الأنواع من المخلوقات. ثم إجري تحليل الحمض النووي للميتوكوندريا لجين 12S rRNA على عينات لشعر من حيوان مجهول الهوية من لاداخ في شمال الهند غربي جبال الهيمالايا، وواحد من بوتان. وقورنت هذه العينات مع تلك الموجودة في بنك الجينات وهو المستودع الدولي لتسلسلات الجينات، وتطابقت العينتان مع عينة من عظم فك الدب القطبي القديم الموجود في سفالبارد بالنرويج، والذي يرجع تاريخه إلى ما بين 40.000 و120.000 سنة مضت. تشير نتائج تلك التحاليل إلى أنه باستثناء خدع العينات المستزرعة أو التلوث، فقد تكون تلك الدببة شوهدت في هذه المناطق على أنها اليتي. كما يعتقد البروفيسور بريان سايكس الذي أجرى فريقه تحليل العينات في جامعة أكسفورد أن العينات ربما تكون قد أتت من نوع هجين من الدببة كان قد نتج عن تزاوج بين دب بني، ودب قطبي. في حين شكك ببل آموس أستاذ علم الوراثة التطوري في جامعة كامبريدج في أن العينات كانت من دببة قطبية في جبال الهيمالايا لكنه كان مقتنعًا بنسبة 90٪ بوجود دب في هذه المناطق كان قد جرى الخلط بينه وبين اليتي. كان بحثًا قد أُجري على الجين 12S RNA في عام 2015 وكشف أن عينات الشعر التي جمعت كانت تنتمي على الأرجح للدببة البنية. وفي عام 2017 قارن تحليل جديد سلاسل الحمض النووي mtDNA لدببة من منطقة جبال الهيمالايا مع الحمض النووي المستخرج من عينات الشعر، وعينات أخرى يُزعم أنها مأخوذة من اليتي، وكان من بينها عينة شعر يُعتقد أنها من نفس عينة سايكس الشاذة المحفوظة، وأظهرت التحاليل أنه كان دبًا بنيًا يعيش في جبال الهيمالايا، في حين أن عينات مزعومة أخرى من اليتي كانت تنتمي في الواقع للدب الأزرق التبتي، والدب الأسود الآسيوي والكلب المحلي.
في عام 2017 نشر دانيال سي تيلور تحليلاً شاملاً لأدب اليتي الذي دام نحو قرن من الزمان وقدم أدلة إضافية على تفسير دببة الأشجار بناءً على الاكتشافات الأولية لوادي بارون. كما قدم هذا الكتاب شرحًا دقيقًا لبصمة قدم اليتي الشهيرة التي صورها إريك شيبتون في عام 1950، وكذلك بصمة القدم التي اكتشفها كرونين ماكنيلي في عام 1972، بالإضافة إلى جميع آثار أقدام اليتي الأخرى غير المفسرة. تكلّم تايلور أيضًا عن صورة التقطها إريك شيبتون في عام 1950، ولم يتم نشرها من قبل في أرشيفات الجمعية الجغرافية الملكية، وقد تضمنت خدوشًا من الواضح أنها تحمل علامات الأظافر.

## في الثقافة الشعبية
اختارت دولة نيبال الواقعة في جبال الهيمالايا حيوان اليتي الأسطوري ليكون التميمة الخاصة بحملتها الإعلانية السياحية لعام 2020.
كذلك تمثلت تميمة كلية كليفلاند كوميونيتي في شيلبي بولاية كارولينا الشمالية الأمريكية في مخلوق اليتي الأسطوري.
كما ظهر مخلوق اليتي الأسطوري في العديد من الأعمال السينمائية والتليفزيونية والأدبية وألعاب الفيديو. نذكر منها ما يلي:

### في السينما والتلفزيون
- في فيلم مخلوق الثلج الذي صدر في عام 1954 من إخراج دبليو لي وايلدر.
- في فيلم نصف إنسان أو رجل الثلوج من إخراج إيشيرو هوندا عام 1955.
- في فيلم الرجل الوحش عام 1956 من إخراج جيري وارين.
- في فيلم الرجل الجليدي المخيف من إخراج فال جيست في عام 1957.
- في فيلم الرسوم المتحركة القصير أرنب الثلوج المخيف في عام 1961 من إخراج تشاك جونز، وموريس نوبل.
- في فيلم أوستروزني يتي! صدر في عام 1961 من إخراج أندريه تشيكالسكي.
- تحدثت سلسلة أفلام وحش البراكين للمخرج الإسباني خايمي سلفادور عن اليتي وهي بالترتيب:

- فيلم وحش البراكين في عام 1963.
- فيلم عملاق الثلج الرهيب في عام 1963.
- كان بامبل هو وحش الجليد المخيف الذي ظهر في فيلم عيد الميلاد عام 1964 والذي حمل اسم «رودولف حيوان الرنة ذو الأنف الأحمر» وقد أثر لاحقًا في تصوير اليتي الذي ظهر قرب نهاية فيلم الرسوم المتحركة الأمريكي شركة المرعبين المحدودة في عام 2001.[72]
- في مسلسل الرسوم المتحركة التليفزيوني الأمريكي للمغامرات والخيال العلمي «جوني كويست»، ظهر اليتي في الحلقة الخامسة والعشرين بعنوان وحوش في الدير.
- في فيلم سرقة حديقة الحيوان من إخراج جون بلاك، ومات مكارثي الذي صدر عام 1973.
- في فيلم صرخة المشوهين عام 1974 للمخرج مايكل فيندلاي.
- في الفيلم الإيطالي اليتي: عملاق القرن العشرين للمخرج جيانفرانكو باروليني عام 1977.
- في الفيلم الهندي أجوبا كدرات كا من إخراج شيام رامزي وتولسي رامزي في عام 1991.
- في فيلم من أجل اصطياد اليتي عام 1995 من إخراج بوب كين.
- في فيلم اليتي: قصة حب من إخراج آدم ديوي وإريك جوسلين عام 2006.
- في فيلم الرسوم المتحركة الألماني ليسي والإمبراطور الوحشي من إخراج مايكل هيربيج عام 2007.
- في الفيلم التلفزيوني اليتي: لعنة شيطان الثلوج من إخراج بول زيلر عام 2008.
- كان سكيبس هو اليتي وحارس الحديقة الذي ظهر في المسلسل التلفزيوني الأمريكي للرسوم المتحركة العرض العادي ما بين عامي 2010 و2017.
- في فيلم برياتشيا من إخراج جوني أورايلي عام 2011.
- في فيلم وحش الجليد من بطولة جون شنايدر عام 2011.
- في فيلم الرسوم المتحركة عيد الميلاد المخيف من إخراج تشاد فان دي كيري عام 2012.
- في فيلم يوكو من إخراج فرانزيسكا بوخ عام 2012.
- في الفيلم التليفزيوني النسب القاتل: رجل الجليد المخيف من إخراج ماركو ماكيلاكسو عام 2013.
- في فيلم قضمة الصقيع من إخراج بريدجيت ماشيتي عام 2013.
- في الفيلم تلفزيوني اليتي الروسي: القاتل يعيش من إخراج ليون راولسكي عام 2014.
- في الفيلم القصير طريق غير مهزوم من إخراج جون هولواش عام 2016.
- في عام 2016 أصدرت قناة ترافيل الأمريكية ضمن مسلسل البعثة المجهولة حلقة خاصة من أربعة أجزاء بعنوان اصطياد اليتي.[73][74]
- في الفيلم البنغالي رحلة استكشاف اليتي تنطلق حبكة الفيلم من نقطة العثور على أسنان عملاقة تشبه أسنان اليتي.[75]
- يركز فيلم الرسوم المتحركة سمولفوت الذي أخرجه كل من: كاري كيركباتريك، وجيسون ريسيج في عام 2018 على اليتي.
- في فيلم الرسوم المتحركة المخيف من إخراج جيل كالتون، وتود ويلدرمان تظهر شخصية يتي الصغيرة كشخصية محورية.[46]
- في فيلم الرسوم المتحركة الحلقة المفقودة من إخراج كريس بتلر عام 2019.
- في فيلم المخيف للمخرج جمال بوردن عام 2020.

### في الأدب
- في سلسلة روايات الرعب ما وراء الطبيعة للكاتب المصري أحمد خالد توفيق من إصدار المؤسسة العربية الحديثة، تكلم العدد الرابع عشر والذي حمل عنوان أسطورة رجل الثلوج عن اليتي، حيث تختفي بعثة استكشافية نرويجية من ثلاثة مستكشفين في منطقة التبت، وتحوم الشكوك حول تعرضهم لهجوم من اليتي.[76]

- في كتب مؤلف التاريخ البديل هاري تورتليدوف ضمن سلسلة قصص حالة جيفرسون، أربعة قصص تكلم فيها عن مخلوقات اليتي، والساسكواتش ضمن طائفة من المخلوقات الأسطورية وثيقة الصلة باليتي التي أطلق عليها الكريبتيدات، أو المخلوقات الخفية، والتي برغم الاعتقاد الشائع أنها من أقل الرئيسيات تطورًا، افترض تورتليدوف أنها جنسًا آخر من البشر ويمكن دمجها في المجتمع. حملت القصص الأربع العناوين التالية:

- زائر من الشرق في مايو 2016.
- السلام أفضل في مايو 2016.  
- المماثلة في يونيو 2016.
- ثلاثة رجال وساسكواتش في 2019.

### في الموسيقى
أصدرت المغنية الإنجليزية كيت بوش ضمن ألبومها العاشر «50 كلمة للثلج» في عام 2011 أغنية بعنوان رجل البراري وتحكي عن اليتي المختبئ في براري جبال الهيمالايا.

### في الالعاب
- في لعبة الفيديو السيد نورتس يمر اللاعب بسلسلة من المستويات قبل أن يقابل خصمه السيد بليزارد وهو من اليتي.[78]
- في لعبة فيديو تيتان كويست لعام 2006 ظهرت كائنات اليتي كأعداء في الفصل الثالث من اللعبة.[79]
- خصصت لعبة الفيديو فار كراي ضمن إصدارها الرابع فصلا بعنوان وادي اليتي حيث يعثر اللاعبون على بقايا في جبال الهيمالايا تحول الناس إلى كائنات يتي.
- تظهر وحوش اليتي كأعداء ضمن فصول لعبة أيه أر بي جي جريم داون لعام 2016.
- خصصت مدينة مملكة حيوانات ديزني الترفيهية لعبة ملاهي تحت اسم إكسبيديشن إيفرست، وهي مستوحاة من فولكلور جبال الهيمالايا حيث يقوم قطار فائق السرعة برحلة استكشافية يظهر خلالها اليتي كمؤثرات صوتية وبصرية أمام الركاب.[80]